# Donji Furjan
Donji Furjan is een plaats in de gemeente Slunj in de Kroatische provincie Karlovac. De plaats telt 117 inwoners (2001).